# Samtgemeinde Duingen
Duingen er et amt (Samtgemeinde) i den sydvestlige del af Landkreis Hildesheim, i den sydlige del af den tyske delstat Niedersachsen. Administrationen ligger i byen Duingen.
Samtgemeinde Duingen består af kommunerne:
1. Coppengrave
2. Duingen
3. Hoyershausen
4. Marienhagen
5. Weenzen